# Chiesa cattolica in Egitto
La Chiesa cattolica in Egitto è parte della Chiesa cattolica universale in comunione con il vescovo di Roma, il papa.

## Organizzazione ecclesiastica
Sono presenti Chiese di diversi riti, di cui la più importante è la Chiesa cattolica copta, tipica degli abitanti della popolazione originaria del luogo. Gli originari dell'Europa seguono il rito latino, quelli del Libano il rito maronita, gli armeni il rito armeno, i siriani quello siro, gli iracheni quello caldeo. Il rito melchita è seguito dai greci anche delle varie regioni dell'oriente.
Chiesa cattolica copta
- Patriarcato di Alessandria dei Copti
- Eparchia di Abu Qurqas
- Eparchia di Alessandria dei Copti (sede propria del patriarcato)
- Eparchia di Al Qusia
- Eparchia di Assiut
- Eparchia di Giza
- Eparchia di Ismailia
- Eparchia di Luxor
- Eparchia di Minya
- Eparchia di Sohag

Chiesa cattolica greco-melchita
- Arcieparchia di Alessandria dei Melchiti[2]

Chiesa cattolica sira
- Eparchia del Cairo dei Siri

Chiesa cattolica caldea
- Eparchia del Cairo dei Caldei

Chiesa armeno-cattolica
- Eparchia di Alessandria degli Armeni

Chiesa cattolica latina
- Vicariato apostolico di Alessandria d'Egitto

Chiesa maronita
- Eparchia del Cairo dei Maroniti

## Nunziatura apostolica
Fin dall'Ottocento è esistita nel Paese una delegazione apostolica. Il 23 agosto 1947 Santa Sede ed Egitto hanno stabilito relazioni diplomatiche, con l'istituzione dell'internunziatura in forza del breve Pro supremi di papa Pio XII. Nel 1966 è stata istituita la nunziatura apostolica della Repubblica Araba Unita, divenuta nunziatura apostolica dell'Egitto nel 1971. Dal 2023 il nunzio apostolico ricopre anche l'incarico di nunzio in Oman.

### Delegati apostolici
- Jean-Baptiste Auvergne † (marzo 1833 - 14 settembre 1836 deceduto)
- Perpetuo Guasco, O.F.M.  † (7 giugno 1839 - 26 agosto 1859 deceduto)
- Pasquale Vujcic, O.F.M. † (28 settembre 1860 - 6 agosto 1866 nominato vescovo di Bosnia e Sirmio)
- Luigi Ciurcia, O.F.M. † (27 luglio 1866 - 13 luglio 1881 deceduto)
- Aurelio Briante, O.F.M. † (23 luglio 1904 - 1921 dimesso)
- Andrea Cassulo † (25 gennaio 1921 - 7 maggio 1927 nominato delegato apostolico in Canada)
- Valerio Valeri † (18 ottobre 1927 - 1º luglio 1933 nominato nunzio apostolico in Romania)
- Gustavo Testa † (4 giugno 1934 - 1945 dimesso)

### Internunzi apostolici
- Arthur Hughes, M. Afr. † (23 agosto 1947 - 12 luglio 1949 deceduto)
- Albert Levame † (3 ottobre 1949 - 16 giugno 1954 nominato nunzio apostolico in Irlanda)
- Georges-Marie-Joseph-Hubert-Ghislain de Jonghe d'Ardoye, M.E.P. † (3 maggio 1955 - 23 novembre 1956 dimesso)
- Silvio Angelo Pio Oddi † (11 gennaio 1957 - 17 maggio 1962 nominato nunzio apostolico in Belgio e in Lussemburgo)
- Mario Brini † (13 giugno 1962 - 2 ottobre 1965 nominato assessore della Congregazione per le Chiese orientali)

### Pro-nunzi apostolici
- Lino Zanini † (4 gennaio 1966 - 7 maggio 1969 nominato nunzio apostolico in Argentina)
- Bruno Bernard Heim † (7 maggio 1969 - 16 luglio 1973 nominato delegato apostolico in Gran Bretagna)
- Achille Marie Joseph Glorieux † (3 agosto 1973 - 1984 dimesso)
- Giovanni Moretti † (10 luglio 1984 - 15 luglio 1989 nominato nunzio apostolico in Belgio, Lussemburgo e presso la Comunità europea)
- Antonio Magnoni † (22 luglio 1989 - 18 marzo 1995 ritirato)

### Nunzi apostolici
- Paolo Giglio † (25 marzo 1995 - 5 febbraio 2002 ritirato)
- Marco Dino Brogi, O.F.M. † (5 febbraio 2002 - 27 gennaio 2006 nominato consultore nella sezione per i rapporti con gli Stati della Segreteria di Stato della Santa Sede)
- Michael Louis Fitzgerald, M. Afr. (15 febbraio 2006 - 23 ottobre 2012 ritirato)
- Jean-Paul Aimé Gobel  (5 gennaio 2013 - 3 gennaio 2015 dimesso)
- Bruno Musarò (5 febbraio 2015 - 29 agosto 2019 nominato nunzio apostolico in Costa Rica)
- Nicolas Henry Marie Denis Thévenin, dal 4 novembre 2019

## Assemblea degli ordinari
Dal 2013 Abramo Isacco Sidrak, Patriarca di Alessandria dei Copti, è il presidente del Sinodo della Chiesa copta.
In Egitto esiste anche, dal 1969, un'"Assemblea della Gerarchia cattolica in Egitto" (Assemblée de La Hiérarchie Catholique d'Egypte, AHCE), organizzatasi dopo le direttive emanate dal Concilio Vaticano II, ed i cui statuti sono stati approvati dalla Santa Sede nel 1992. Fino ad oggi l'AHCE è sempre stata presieduta dal patriarca della Chiesa cattolica copta.
L'AHCE è membro del Symposium of Episcopal Conferences of Africa and Madagascar (SECAM). Il Patriarca di Alessandria dei Copti è inoltre membro del Consiglio dei patriarchi cattolici d'Oriente (Conseil des Patriarches Catholiques d'Orient, CPCO).
Elenco dei presidenti dell'Assemblea della gerarchia cattolica d'Egitto:
- Cardinale Stephanos I Sidarouss (1969 - 1985)
- Cardinale Stéphanos II Ghattas (1986 - 30 marzo 2006)
- Cardinale Antonios Naguib (7 aprile 2006 - 15 gennaio 2013)
- Patriarca Abramo Isacco Sidrak, dal 15 gennaio 2013

Elenco dei segretari dell'Assemblea della gerarchia cattolica d'Egitto:
- Vescovo Toma Adly Zaki